# Берни, Фанни
Фрэнсис Берни (англ. Frances Burney), известная как Фанни Берни (англ. Fanny Burney), после замужества — мадам д’Арбле (фр. Madame d’Arblay; 13 июня 1752, Кингс-Линн, графство Норфолк — 6 января 1840, Бат) — английская писательница.

## Биография

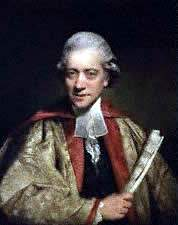
Дж. Рейнольдс. Портрет Чарлза Берни, 1781

Дочь известного историка музыки, органиста и композитора Чарлза Берни и матери французского происхождения и католического вероисповедания (её отец, дед Фанни по фамилии Дюбуа, был французским эмигрантом в Англии). В десятилетнем возрасте Берни потеряла мать; мачеха (отец вторично женился в 1766 году) не пользовалась её любовью, как и любовью остальных пятерых детей (старший брат Фанни Джеймс стал впоследствии адмиралом и сопровождал Кука в двух его последних путешествиях). Отец отдавал предпочтение другим дочерям, Фанни, росшая одиночкой, поздно научилась письму. Она вообще была самоучкой, тогда как двух её сестёр отправили на учёбу в Париж: школой Фанни стала библиотека отца, прежде всего — сочинения Плутарха и Шекспира. В 16 лет она начала вести дневник.
Берни с юности входила в высшие круги Лондона, постоянно общалась с Сэмюэлом Джонсоном, Бёрком, Рейнолдсом и др., была членом женского кружка «Синие чулки», где, кроме перечисленных, регулярно бывали актёр Дейвид Гаррик, писатели Ричардсон, Джеймс Босуэлл, Хорас Уолпол, Джоанна Бейли, Элизабет Картер и др. В 1786 году она была назначена второй хранительницей гардероба королевы Шарлотты и оставалась в этой должности до 1790 году, покинув её по состоянию здоровья и сохранив хорошие отношения с королевским двором.
В 1792 году познакомилась с французским генералом Александром Д’Арбле, только что эмигрировавшим в Англию, сблизилась с кружком французских-эмигрантов в Лондоне. Д’Арбле представил Берни госпоже де Сталь. В 1793 году Берни и Д’Арбле поженились, в 1794 году у них родился сын. В 1801 году генерал был призван на службу Наполеоном Бонапартом, жена и сын сопровождали его в Париж. В связи с начавшейся войной между Францией и Англией семья была на десять лет (1802—1812) интернирована во Франции. У Берни развился рак груди, она перенесла тяжёлую операцию без наркоза, написала о ней, по своей привычке, подробный отчёт (см.: ). В 1815 году генерал Д’Арбле в составе британской королевской гвардии участвовал в военных действиях против Наполеона, покинувшего остров Эльба (Сто дней), был ранен. Берни, уезжавшая в Лондон похоронить отца (1814), присоединилась к поправлявшемуся после ранения супругу в Трире, в 1815 году они вместе вернулись в Англию. После смерти мужа (1818) Берни больше не занималась литературой. В 1832 году она издала отцовские «Воспоминания».

## Творчество
Предвосхищающие романтизм, написанные в эпистолярной или автобиографической форме, психологически достоверные и наблюдательные к окружающему миру романы Берни «Эвелина» (1778, изд. анонимно, переизд. 1965), «Сесилия» (1782), «Камилла» (1796), её сатирические комедии («Любовь и мода», 1799, и др.) имели большой успех у современников и современниц, их читали даже коронованные особы и весь двор. Однако для потомства Фанни Берни осталась едва ли не исключительно автором дневников, которые вела на протяжении жизни и которые были изданы после её смерти. Таковы «Ранние дневники 1768—1778» (опубл.1889), которые дают картину литературной и общественной жизни Британии тех лет, и более поздние «Дневники и письма 1778—1840» (опубл. 1842—1846), в которых много места уделяется подробностям придворного быта.

## Признание
Романы Берни читала и ценила Джейн Остин (название её главного романа «Гордость и предубеждение» — цитата из романа Берни «Сесилия»), её дневниками как источником пользовался У.М. Теккерей при описании битвы при Ватерлоо в романе «Ярмарка тщеславия». «Дневники» Берни высоко оценены Вирджинией Вулф. В полной мере её значение было осознано в XX веке, когда её назвали «матерью английской прозы».

### Новейшие издания
- The Journal and Letters of Fanny Burney (Madame D’Arblay) 1791—1840. 12 vols. Oxford: Oxford UP, 1972—1984

### Публикации на русском языке
- Из дневников. Пер. А. Ливерганта. // Отечество карикатуры и пародии. М.: НЛО, 2009. — С. 697-719.